# 科尔波 (科多尔省)
科尔波（法語：Corpeau，法語發音：[kɔʁpo]）是法国科多尔省的一个市镇，位于该省东南部，属于博讷区。

## 地理
科尔波（46°55'44"N, 4°45'7"E）面积4.67 平方千米，位于法国勃艮第-弗朗什-孔泰大區科多尔省，该省份为法国中东部省份，北起奥布省，西接涅夫勒省和约讷省，南至索恩-卢瓦尔省，东南接汝拉省，东临上索恩省，东北部与上马恩省接壤。
与科尔波接壤的市镇（或旧市镇、城区）包括：皮利尼蒙拉谢、沙萨涅蒙拉谢、埃巴蒂、沙尼、绍德奈。

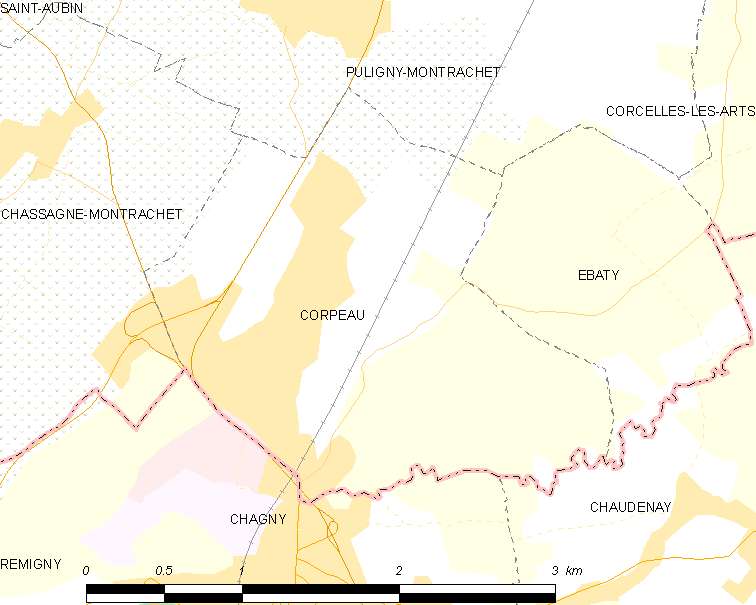
的OSM定位图

科尔波的时区为UTC+01:00、UTC+02:00（夏令时）。

## 行政
科尔波的邮政编码为21190，INSEE市镇编码为21196。

## 政治
科尔波所属的省级选区为拉杜瓦-塞里尼县。

## 人口

1962-2008年间人口变化图示

科尔波于2022年1月1日时的人口数量为962人。